# Natalie Imbruglia
Natalie Jane Imbruglia (pronuncia-se /ɪmˈbruːliə/) (Central Coast, 4 de fevereiro de 1975) é uma cantora, compositora, atriz e modelo australiana, naturalizada britânica.
Natalie tornou-se conhecida internacionalmente com o seu álbum de estreia Left of the Middle, lançado em 1997. Seu primeiro single "Torn" atingiu o #2 da parada britânica e o topo em diversos países. Posteriormente, a cantora lançou os álbuns White Lilies Island (2001) e Counting Down the Days (2005), que chegou ao #1 no Reino Unido. Em 2009, o álbum Come to Life foi lançado de forma independente. Seu trabalho seguinte, intitulado Male, saiu em julho de 2015. Firebird, seu álbum mais recente, foi lançado mundialmente em setembro de 2021.

## Biografia
Quarta filha de pai italiano vindo da região da Sicília e mãe australiana, Imbruglia cresceu em Central Coast, localizada ao norte de Sydney. Quando criança, ela estudou balé, sonhando fazer carreira como bailarina. Mais tarde, já adolescente, fez comerciais para a televisão australiana, aparecendo em propagandas da Coca-Cola e dos salgadinhos Twisties, popular no país.
Por volta dos dezesseis anos, ela deixou a escola secundária, para dedicar-se à carreira de atriz.

### 1992-1996:Neighbours
Entre 1992 e 1994, Natalie ficou famosa na Austrália por participar do seriado Neighbours, exibido como Vizinhos em Portugal, no papel de Beth Willis, em que atuou por duas temporadas. Quando sua participação na tevê acabou, Natalie resolveu tentar a sorte mudando-se para Londres, na Inglaterra, em 1995. No país, ela acabou não arrumando emprego como atriz, por não possuir o visto de trabalho.
Sua sorte começou a mudar quando ela conheceu o músico Phil Thornalley, que a incentivou a escrever letras e tentar a carreira como cantora. Com Phil, Natalie gravou sua primeira demo, com a canção "Torn", coescrita pelo músico, e conseguiu um contrato com a RCA Records, selo musical ligado à gravadora BMG.

### 1997-1999:Left of the Middle
Em novembro de 1997, Natalie Imbruglia lançou seu primeiro single "Torn" no Reino Unido. O sucesso da música foi imediato e logo o single foi lançado em toda a Europa. Mais tarde, em abril de 1998, a música foi lançada nos Estados Unidos e outras partes do mundo, junto com o álbum Left of the Middle. "Torn" estourou nas paradas, ficando no primeiro lugar em diversos países por várias semanas. O single vendeu mais de 2,2 milhões de cópias na Europa, além de chegar ao #2 de vendas no Reino Unido.
O segundo single da cantora foi "Big Mistake", que também chegou ao #2 da parada britânica e continuou o sucesso internacional de Imbruglia. Em 1998, Natalie ganhou seu primeiro prêmio, o de artista revelação no VMA da MTV americana. Sua música de trabalho seguinte foi “Wishing I Was There”, lançada em maio do mesmo ano, que atingiu diversas paradas da Billboard. Ainda em 1998, ela lançou os singles "Smoke", que chegou ao #5 de vendas no Reino Unido, e "Intuition" somente na Austrália.
Em 1999, Natalie participou de seu segundo Brit Awards e mesmo com fortes candidatas competindo pelo prêmio, como a superstar Madonna, ela ganhou como melhor clipe feminino. A cantora também participou da trilha sonora do filme Go! Life Begins At 3 am, com a faixa inédita "Trouble By The Way We Came Together". No mesmo ano, Natalie lançou a canção “Identify”, escrita por Billy Corgan, da banda Smashing Pumpkins, como trilha do filme de suspense Stigmata. Ainda em 1999, ela gravou um dueto com o cantor britânico Tom Jones, na faixa "Never Tear Us Part", um cover da banda australiana INXS, lançado no álbum Reload dele.

### 2000-2004:White Lilies Island
Em novembro de 2001, após dois anos afastada da mídia, chega o inédito White Lilies Island, o segundo álbum de Natalie Imbruglia, lançado mundialmente em CD, sendo antecedido pelo single "That Day".
Apesar das críticas positivas da imprensa especializada, o álbum não chegou a repetir o enorme sucesso de vendas de seu antecessor, embora seu segundo single "Wrong Impression", lançado em 2002, tenha sido um êxito internacional e atingido o #10 no Reino Unido. Ainda no mesmo ano, Natalie lançou as faixas "Beauty on the Fire" e "Sunlight" como músicas de trabalho.
Depois da divulgação de seu segundo disco, Natalie tornou-se garota-propaganda da marca L'Oreal, em 2003, aparecendo como modelo em diversos produtos cosméticos, particularmente rímel e produtos para pele. Ela também apareceu em comerciais de TV da L'Oreal e em jornais e revistas na Itália, Malásia, Países Baixos e Reino Unido. Em julho de 2007, após um contrato de 5 anos, Natalie deixou a marca pois, conforme brincou numa entrevista, "ela (Natalie) já não valia muito".
No final de 2003, Imbruglia estreou nos cinemas, na comédia britânica Johnny English. Estrelando ao lado de Rowan Atkinson, ela fez o papel da espiã Lorna Campbell. Em 31 de dezembro do mesmo ano, a cantora casou-se, em uma cerimônia simples na Austrália, com o músico Daniel Johns, vocalista da banda Silverchair, com quem namorava há 5 anos.

### 2005-2008:Counting Down the Days
O terceiro álbum da cantora só veio em março de 2005. Natalie até tinha um álbum pronto em 2003, intitulado Summer In Jersey, mas a gravadora RCA o recusou, por não achá-lo comercial o suficiente. Desta forma, o novo material Counting Down the Days foi lançado por outro selo musical, a Brightside Recordings, ligado à gravadora SonyBMG.
O primeiro single do álbum foi a faixa "Shiver", que tornou-se um enorme sucesso nas rádios da Europa, marcando o retorno da cantora ao topo das paradas. Ainda no mesmo ano, ela lançou a faixa-título "Counting Down the Days" como música de trabalho, garantindo um segundo sucesso.
Imbruglia começou a trabalhar em um quarto álbum de estúdio já no final de 2005. No entanto, no começo de 2007, os planos de sua gravadora mudam e é lançada a coletânea Glorious: The Singles 97-07, comemorando os 10 anos de carreira de Natalie na música. A faixa inédita "Glorious" foi usada para divulgação do CD, sendo seu único single.
Em janeiro de 2008, Natalie anunciou sua separação do músico Daniel Johns, após quatro anos casada. Alguns meses depois, ela também encerrou seu contrato com a SonyBMG, partindo para uma carreira como artista independente.

### 2009-2010:Come To Life
Desde meados de 2006, Imbruglia se preparava para o papel de protagonista no filme australiano Closed For Winter, baseado no romance homônimo da escritora Georgia Blain e dirigido por James Bogle. As gravações aconteceram em novembro de 2007 em Adelaide, na Austrália, e a estreia do filme, que teve algumas de suas cenas exibidas em 2008 no Festival de Cannes, aconteceu apenas em fevereiro de 2009, no Festival de Melbourne.
Após o término de seu contrato com a gravadora, Natalie conseguiu os direitos das músicas feitas para o seu quarto álbum de estúdio. No começo de 2009, foi anunciado que o disco seria lançado pelo selo independente Malabar Records, criado pela própria cantora, com lançamento previsto para março do mesmo ano. No entanto, o álbum foi cancelado para o meio do ano, pela vontade da australiana de incluir canções feitas mais recentemente.
Em março de 2009, o álbum foi confirmado em seu site oficial com o título de Come To Life. O lançamento oficial do CD ocorreu em 5 de outubro na Europa, distribuído pela Island Records, tendo como primeiro single a faixa "Want", que atingiu o posto #6 na Itália. No Reino Unido e nos Estados Unidos, o álbum seria lançado no começo de 2010, mas terminou por ser cancelado, assim como o segundo single "Scars", por decisão da gravadora.
Durante o segundo semestre de 2010, Natalie participou como jurada da versão australiana do programa The X Factor. A participação rendeu uma aparição na versão britânica do programa e a volta do single "Torn" às paradas, após mais de uma década.

### 2011-2014: Cinema e hiato musical

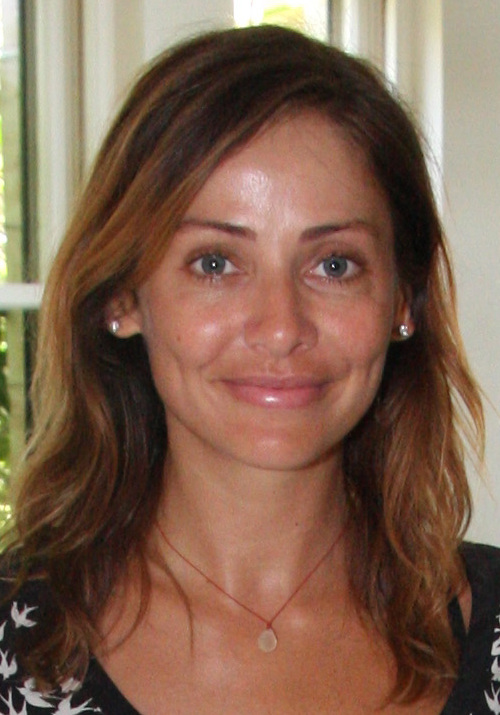
Imbruglia (2011)

Em julho 2011, Imbruglia assinou um contrato de garota-propaganda com a marca de jóias australiana Kailis Jewellery, estrelando a nova campanha publicitária da rede. Neste mesmo ano, ela mudou-se para Los Angeles, nos Estados Unidos, a fim de investir em sua carreira como atriz.
Segundo entrevista à revista australiana Grazia, em janeiro de 2012, Natalie esteve a compor com Dolly Parton, conhecida compositora folk-country americana, que escreveu "I Will Always Love You" de Whitney Houston. Em agosto de 2012, Imbruglia revelou estar a participar das filmagens de um longa-metragem intitulado Underdogs, no estado americano de Ohio. O trailer do filme foi lançado em meados de 2013 e a estreia nos EUA se deu em setembro do mesmo ano. 
Em dezembro de 2013, a cantora revelou, novamente pelas redes sociais, estar a preparar um álbum de covers, produzido por Christian Medice e Billy Mann.
Entre abril e junho de 2014, Natalie esteve em cartaz no teatro britânico atuando na peça Things We Do For Love, de Alan Ayckbourn, que teve estreia no Theatre Royal Bath de Londres e viajou por diversas cidades no Reino Unido. Natalie também participou de mais dois filmes americanos, intitulados Little Loopers e Among Ravens que estrearam posteriormente.
Em julho de 2014, a cantora assinou contrato com a Sony Masterworks para o lançamento de seu novo álbum, previsto inicialmente para março de 2015. No mês de outubro, Natalie lançou na Austrália sua primeira linha de cosméticos, direcionada para o tratamento da para pele, chamada ILUKA.

### 2015-2018:Male

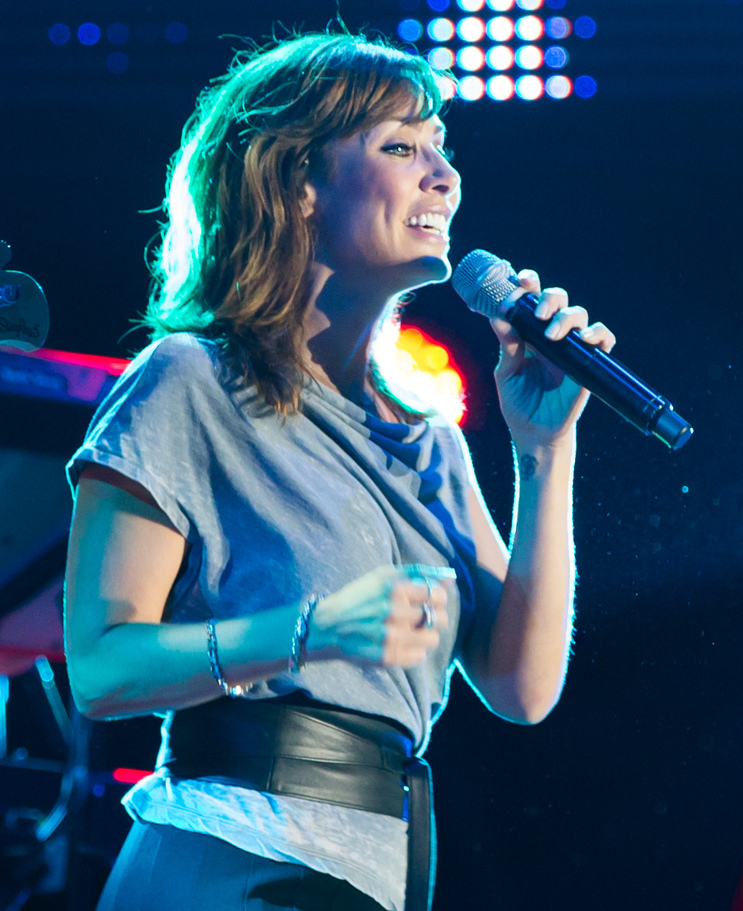
Imbruglia apresentando-se ao vivo (2015)

Natalie estava a preparar um novo álbum, exclusivamente de versões covers, desde 2013. Em março de 2015, a cantora confirmou o lançamento do disco para julho do mesmo ano, com o título de Male. O clipe do primeiro single "Instant Crush" foi gravado em 10 de março, na Inglaterra. O single foi lançado oficialmente em 23 de março de 2015 nos Estados Unidos e Canadá, via download digital. O álbum teve seu lançamento em 28 de julho na América do Norte, Latina e Ásia. Na Europa, o álbum foi lançado em 21 de agosto, onde Natalie esteve a fazer uma turnê de Verão. Na Austrália, o lançamento se deu em 11 de setembro.
Durante o mês de dezembro de 2015, Natalie esteve em turnê com a banda Simply Red pelo Reino Unido e Irlanda. A turnê com os ingleses estendeu-se também à Austrália, em fevereiro de 2016. Ainda neste ano, Natalie realizou outras apresentações, em festivais de Verão pela Europa, durante os meses de julho e setembro.
Em abril de 2017, a cantora voltou aos palcos europeus com uma turnê acústica intimista, iniciada na Rússia, e que passou por diversos países do continente. Em julho do mesmo ano, Natalie ainda realizou shows no Japão e no Havaí, e em novembro iniciou uma nova turnê na Europa, em meio às comemorações de seus 20 anos de carreira. A turnê se estendeu até fevereiro de 2018, quando foram realizados shows no Reino Unido.
Em maio de 2018, Natalie foi a estrela do terceiro episódio da nova temporada de Who Do You Think You Are?, série australiana que revela os ancestrais desconhecidos de artistas e personalidades. Em outubro do mesmo ano, ela anunciou estar participando de um novo projeto cinematográfico chamado Together Alone Movement, um documentário sobre saúde mental, no qual fala de sua experiência sofrendo de ansiedade e depressão.
Em novembro de 2018, a cantora revelou estar em estúdio compondo novas canções, para seu próximo álbum.

### 2019-2022:Firebird

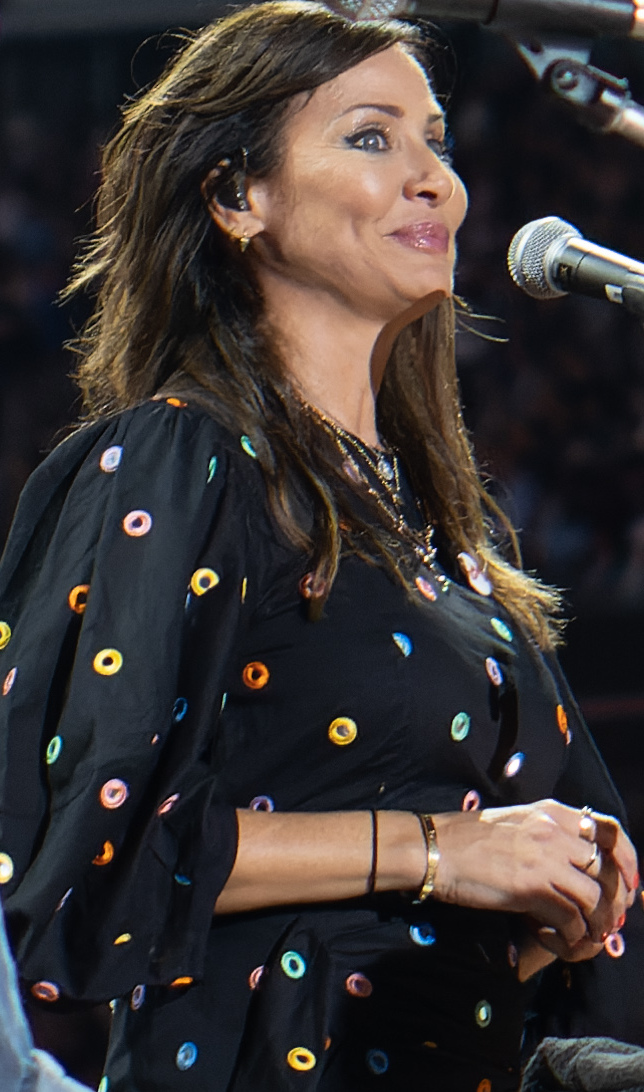
Imbruglia apresentando-se ao vivo (2022)

Em julho de 2019, Natalie assinou contrato com a BMG, sua primeira gravadora, para lançamento do novo trabalho. Ela também revelou estar grávida, esperando seu primeiro filho.
Durante todo o ano de 2020, Natalie esteve dedicada à maternidade e à gravação de seu novo álbum, gravado parte em seu estúdio em casa. O lançamento do novo trabalho foi confirmado pelo presidente da BMG, Alistair Norbury, para 2021.
Em junho de 2021, a cantora revelou ter gravado o clipe de seu novo single. "Build It Better" foi lançado em 18 de junho, sendo a primeira música inédita da australiana em 6 anos, antecipando o lançamento do álbum Firebird, realizado em 24 de setembro.
Natalie ainda lançou os singles "Maybe It's Great" e "On My Way" para promoção do álbum. Em 19 de setembro, ela apresentou estas e outras novas canções em um show em Kingston, no Reino Unido, o seu primeiro concerto em 3 anos.
Com o lançamento do álbum, Imbruglia anunciou sua nova turnê, que durou até setembro de 2022. A Firebird Tour contou com shows no Reino Unido e em festivais de Verão pela Europa. Ainda em 2021, a cantora lançou mais um single, "Invisible Things", acompanhado de um videoclipe gravado em estúdio. 
Em 8 de janeiro de 2022, foi ao ar o segundo episódio do programa The Masked Singer UK, no qual Natalie participou anonimamente como a personagem Panda. Conseguindo a classificação a cada novo episódio, ela chegou à final da temporada como a grande favorita ao título, tendo interpretado covers de canções de Dua Lipa, Donna Summer, One Direction, entre outros. Em 12 de fevereiro, Panda foi escolhida pela audiência a vencedora da edição, e teve sua identidade revelada, causando grande surpresa nos jurados. No mesmo dia, Imbruglia lançou nas plataformas digitais o cover da canção "Story of My Life", que embalou sua vitória no programa.
Ainda em fevereiro, Natalie anunciou uma nova turnê, em comemoração aos 25 anos do lançamento de seu primeiro álbum Left of the Middle, com uma série de shows no mês de outubro no Reino Unido. Após a turnê, Natalie foi confirmada como convidada especial em shows do tenor italiano Andrea Bocelli na Austrália, apresentando-se em Brisbane, Sydney e Melbourne. No mesmo mês, a artista foi confirmada como co-apresentadora da edição 2022 do ARIA Music Awards, realizada em novembro.

### 2023-presente:Novo álbum
Em 2023, Natalie realizou novamente uma turnê em festivais de Verão pela Europa, onde apresentou uma nova canção "Habit", que revelou ser parte das composições para seu novo álbum de estúdio. No mês de junho, foi divulgado que a cantora estaria em giro com a banda irlandesa The Corrs pela Austrália e Nova Zelândia, no segundo semestre. A turnê ocorreu entre os meses de outubro e novembro, contando também com a participação da cantora Toni Childs.
Em fevereiro de 2024, foi anunciada a segunda parte da turnê com a banda The Corrs, com shows pelo Reino Unido e Irlanda no mês de novembro. Em 12 de abril, um novo single da cantora foi lançado, em parceria com o cantor britânico Jack Savoretti, intitulado "Ultime Parole", com versos em inglês e italiano. Em outubro do mesmo ano, Natalie anunciou o lançamento de seu primeiro álbum gravado ao vivo, em seu show no Shepherd's Bush Empire em 2022. Intitulado London - Live, este novo trabalho saiu em 22 de novembro, nos formatos streaming, download digital, CD e disco de vinil. Neste mesmo mês, a cantora também participou da 12ª temporada da versão americana do programa The Masked Singer, como a personagem Bluebell. Em 31 de dezembro de 2024, Natalie realizou um concerto de ano-novo na cidade de Ancona, na Itália, marcando mais uma vez sua presença constante nos palcos europeus.
Em maio de 2025, Natalie voltou aos palcos em sua já habitual turnê anual de Verão. O primeiro concerto desta temporada ocorreu em Marlow, na Inglaterra. No mês de junho, ela realiza mais uma série de shows com a banda The Corrs, em uma parceria que já dura dois anos.

## Discografia
Para mais informações: Discografia de Natalie Imbruglia.
Álbuns de estúdio
- 1997: Left of the Middle
- 2001: White Lilies Island
- 2005: Counting Down the Days
- 2009: Come to Life
- 2015: Male
- 2021: Firebird

Outros lançamentos
- 2007: Live from London (EP)
- 2007: Glorious: The Singles 97-07 (Coletânea)
- 2024: London - Live (Ao Vivo)

## Filmes e televisão
- 1992-1994: Neighbours (TV)
- 2002: Legend of the Lost Tribe (animação)
- 2002-2006: L'Oréal (publicidade)
- 2003: Johnny English
- 2008: Closed For Winter
- 2009: In Memory of Maia (documentário)
- 2009: Celebrity Adrenaline Junkie (TV)
- 2010: The X Factor (Austrália) (TV)
- 2011-2015:  Kailis Jewellery (publicidade)
- 2012: U B Da Judge (curta)
- 2013: Underdogs
- 2014: Among Ravens
- 2015: Little Loopers
- 2016: First Contact (TV)
- 2017: Room for Love (Mel C) (videoclipe)
- 2018: Who Do You Think You Are? (TV)
- 2018: Together Alone Movement (documentário)
- 2022: The Masked Singer (Reino Unido) (TV)
- 2024: The Masked Singer (França) (TV)
- 2024: The Masked Singer (Estados Unidos) (TV)

## Vida pessoal
Natalie reside no Reino Unido desde 1995, quando migrou para o país. Apesar disto, ela possui grandes amigos na Austrália, entre eles a cantora Kylie Minogue, sua amiga desde a adolescência. Em 1998, ela comprou uma casa em Windsor, perto de Londres, onde compôs a maior parte das canções de seu segundo álbum. A cantora já declarou em uma entrevista ter sofrido depressão crônica neste período.
Em 31 de dezembro de 2003, Natalie casou-se com seu namorado de 5 anos, o músico Daniel Johns. Neste mesmo ano, ela havia vindo ao Brasil pela primeira vez, acompanhando-o na turnê de sua banda Silverchair. Imbruglia e Johns separaram-se em janeiro de 2008, após 4 anos juntos.
Depois de vender a sua casa em Windsor, em meados de 2007, Natalie mudou-se para o bairro de Notting Hill, em Londres. Depois disso, foi morar em Palm Springs, na Califórnia, em 2011; voltando para Londres em 2013. Imbruglia tornou-se uma cidadã britânica naturalizada em 28 de fevereiro de 2013.
Em julho de 2019, Natalie anunciou sua primeira gravidez, aos 44 anos de idade, e revelou que a mesma foi conseguida por meio de fertilização in vitro, com ajuda de um doador de sêmen. Max Valentine Imbruglia nasceu em 8 de outubro, em um hospital em Londres.

### Campanha End Fistula
Em 2005, Natalie tornou-se embaixadora da Organização não governamental Virgin Unite, aparecendo em campanhas de luta contra a pobreza e contra a fístula obstétrica, doença que atinge milhares de mulheres africanas. Como porta-voz da campanha End Fistula, Imbruglia tem realizado diversas campanhas de conscientização sobre a doença:
Em 09 de julho de 2009, a cantora discursou para mais de 3 mil ministros e embaixadores na sessão anual do Conselho Econômico e Social das Nações Unidas.
Em 25 de abril de 2010, ela correu a Maratona de Londres, como resultado de uma campanha para arrecadar fundos para o combate à doença. Imbruglia se dedicou por 6 meses aos treinamentos e arrecadou cerca de 50 mil libras em doações. Ela terminou a corrida na posição 7.409 entre as mulheres, com o tempo de 5 horas e 2 minutos.
Em 23 de maio de 2015, ela participou da 63ª Assembleia Mundial de Saúde, em Geneva, na Suíça. O evento foi organizado pelo Fundo de População das Nações Unidas (UNFPA) e pela Organização Mundial da Saúde (OMS).

### Aparições
- Natalie apareceu no sexto episódio da segunda temporada do desenho Celebrity Deathmach, no qual Mel Gibson e Paul Hogan lutam.
- É famosa a interpretação da música "Torn" feita pelo mímico Johann Lippowitz. A própria Natalie Imbruglia reconheceu o talento do artista e até fez com ele a mímica da canção, em um show.